# Leptomastix tetrica
Leptomastix tetrica är en stekelart som beskrevs av John S. Noyes och Hayat 1994. Leptomastix tetrica ingår i släktet Leptomastix och familjen sköldlussteklar. Inga underarter finns listade i Catalogue of Life.